# 크리오요 민족주의
크리올 민족주의 또는 크리오요 민족주의는 특히 19세기 초 라틴아메리카에서 크리올인 (유럽 식민지 개척자의 후손)들 사이에서 독립 운동으로 나타난 이념을 말한다. 크리올 민족주의자들은 유럽 열강의 지배를 끝내기를 원했다. 이러한 목표는 프랑스 황제 나폴레옹이 스페인과 포르투갈의 많은 부분을 장악(1807–1814)하면서 스페인과 포르투갈 왕들로부터 지역 총독으로 이어지는 통제 사슬을 끊어버리면서 촉진되었다. 식민지들은 나폴레옹의 수도에 대한 충성을 거부했고, 점점 더 크리올인들은 독립을 요구했다. 그들은 본국에서 통제를 부과하기 위해 파견된 임시 관리인 "반도인"들을 전복시키려 했다. 그들은 1808년부터 1826년까지의 내전 과정에서 독립을 달성했다.

역사가 조슈아 사이먼은 다음과 같이 주장한다:
 "크리올인들은 많은 특권을 누렸으며, 특히 대규모 원주민, 아프리카인, 혼혈 인구의 경제적 착취와 정치적 배제를 통해 이익을 얻었다... 그러나 유럽 제국의 아메리카 신민으로서 크리올인들은 사회적으로 소외되었고, 수도 의회 및 의회에서 동등한 대표권을 거부당했으며, 식민지의 비용으로 제국의 이익을 증진시키기 위해 고안된 상업 정책의 대상이 되었다."
 결과적으로, 크리올 민족주의자들은 크리올인들의 통제하에 독립적인 국가를 추구했다. 그들은 일반적으로 대부분의 라틴아메리카 식민지에서 인구의 대다수를 구성하는 원주민이나 혼혈 민족에게는 중요성을 부여하지 않았다. 그러나 인도네시아에서는 크리올 운동이 유럽 태생보다 원주민 인도네시아 요소에 더 가까웠다.
1813년 멕시코의 칠판싱고 회의에서 발표된 첫 번째 멕시코 독립 선언은 크리올 민족주의의 감정을 표현했다. 역사가 D. A. 브레딩에 따르면, "아메리카 스페인인들의 사회적 정체성 표현으로 시작된 크리올 애국심은 멕시코 민족주의의 반란 이념으로 변모되었다." 독립 후, 크리올 민족주의는 공공 영역의 확장, 선거와 정당의 역할, 신문과 소책자의 가용성 증가, 그리고 미래 국가 성과에 대한 상상적인 예측에 매우 지지적인 청중을 제공하는 민족주의적 중산층의 출현 덕분에 심화되었다. 유토피아 소설은 특히 인기 있는 도구가 되었다.
1836-9년 페루-볼리비아 연합의 페루인들은 페루 크리올 민족주의에 대한 요구를 표명했다. 민족주의적 감정은 반연합주의 언론을 통해, 특히 풍자 시, 단편 소설 및 유토피아적 개념의 형태로 표현되었다. 잉카 과거의 영광스러운 버전에 대한 강한 강조가 있었지만, 인도인 현재는 거부되었다. 민족주의적, 심지어 인종차별적 수사법은 반세기 전에 시작된 주제들을 한데 모았다. 이 감성적인 수사법은 그 이후로 페루 역사 전반에 걸쳐 퍼져있는 이념의 주요 표현이 되었다. 실제로, 이 수사법은 20세기에 절정에 달했고, 21세기에는 위기의 징후를 보이고 있다.

## 같이 보기
- 크리올
- 크리올 민족
- 크리올화
- 탈식민지화
- 아메리카의 탈식민지화
- 라틴아메리카 독립 전쟁
- 북아메리카 독립 선언의 엄숙한 법
- 멕시코 독립 전쟁
- 아파칭간 헌법
- 국민의 감정
- 누에바에스파냐

## 내용주
1. ↑  Jay Kinsbruner, Independence in Spanish America (1994).
2. ↑  Joshua Simon, The Ideology of Creole Revolution: Imperialism and Independence in American and Latin American Political Thought (2017) pp 1-2.
3. ↑  Ulbe Bosma,  "Citizens of empire: Some comparative observations on the evolution of creole nationalism in colonial Indonesia." Comparative studies in society and history 46.4 (2004): 656-681. online
4. ↑  D.A. Brading,  The First America: The Spanish Monarchy, Creole Patriots and the Liberal State 1492-1866 (Cambridge University Press, 1993)  p. 581.
5. ↑  Benedict Anderson, Imagined communities: Reflections on the origin and spread of nationalism (2006) .
6. ↑  Cecilia Méndez, "Incas sí, indios no: Notes on Peruvian creole nationalism and its contemporary crisis." Journal of Latin American Studies 28.1 (1996): 197-225.
7. ↑  
Mark Thurner, "'Republicanos' and 'La Comunidad de Peruanos': Unimagined Political Communities in Postcolonial Andean Peru" Journal of Latin American Studies 27#2 (1995), pp. 291–318.

## 더 읽어보기
- Bethell, Leslie, ed. The Independence of Latin America (1987)
- Bosma, Ulbe. "Citizens of empire: Some comparative observations on the evolution of creole nationalism in colonial Indonesia." Comparative studies in society and history 46.4 (2004): 656-681.
- Brading, D.A. The First America: The Spanish Monarchy, Creole Patriots and the Liberal State 1492-1866 (Cambridge University Press, 1993)
- Brading, David A. "Creole nationalism and Mexican liberalism." Journal of Interamerican Studies and World Affairs 15.2 (1973): 139-190.
- Hintzen, Percy C. "Creoleness and Nationalism in Guyanese Anticolonialism and Postcolonial Formation." Small Axe 8.1 (2004): 107-122. online
- Ledgister, F. S. J. Only West Indians: Creole Nationalism in the British West Indies (Africa World Press, 2010).
- Lomnitz, Claudio. Deep Mexico, Silent Mexico: An Anthropology of Nationalism (2001) excerpts
- Lynch, John ed. Latin American Revolutions, 1808-1826: Old and New World Origins (1995)
- McManus, Stuart M. "The Bibliotheca Mexicana Controversy and Creole Patriotism in Early Modern Mexico." The Hispanic American Historical Review 98, no. 1 (2018): 1-41.
- Méndez, Cecilia. "Incas sí, indios no: Notes on Peruvian creole nationalism and its contemporary crisis." Journal of Latin American Studies 28.1 (1996): 197-225.
- Oxaal, Ivar. Black intellectuals come to power; the rise of Creole nationalism in Trinidad & Tobago (1968) online free to borrow
- Poyo, Gerald E. With All, and for the Good of All: The Emergence of Popular Nationalism in the Cuban Communities of the United States, 1848–1898 (Duke UP, 1989).
- Savelle, Max. Empires to Nations: Expansion in America, 1713–1824. (U of Minnesota Press, 1974).
- Simon, Joshua. The Ideology of Creole Revolution: Imperialism and Independence in American and Latin American Political Thought (2017) excerpt
- Thame, Maziki. "Racial Hierarchy and the Elevation of Brownness in Creole Nationalism." Small Axe: A Caribbean Journal of Criticism 21.3 (54) (2017): 111-123.
- Uribe, Victor M. "The Enigma of Latin American Independence: Analyses of the Last Ten Years," Latin American Research Review (1997) 32#1 pp. 236–255 in JSTOR, historiography